# ضابط خفارة
ضابط خفارة بالإنجليزية:Head of guards هي رتبة ادارية في الاسلاك الامنية والجيش مسؤول الخفارة قد يكون ضابط أو ضابط صف تكمن مسؤوليته في تبديل الشرطي أو الحارس، في ساعة معينة

## مهام
ضابط الخفارة هو أحد ضباط أو ضباط الصف يتبع رئيس الحرس ويتولّى المهام التالية: التعليم والتدریب، تبديل الخفارة في الساعة المحدّدة، تفتيش ومراقبة الأسلحة والعتاد، تنفيذ الأوامر التأديبية والأمنية، تنظيم قائمة الحراسة، تبديل وإرسال دوريات أفراد الحراسة، تجهيز عناصر الدورية وإرسالها، متابعة شئون الحراس، طيلة فترة الحراسة، إرسال الأفراد في مهمات، استلام وتسليم المتّهمين، تسليم السلاح إلى المأمورين، تنظيم دفاتر الحراسة ومخازن الأسلحة ورواتب أفراد الدوريات، أداء مراسم العلم الصباحية والمسائية، مراقبة النظافة وحراسة الأماكن فی اقسام الشرطة والمخافر، لمدة 24 ساعة بإشراف رئيس الحرس.
طبقاً لقوانين الحراسة، يجب على كل ضابط خفارة، مراعاة النقاط التالية على أحسن ما يرام طيلة فترة مهمته:
أ- ضابط الخفارة يستلم وينفّذ الأوامر الصادرة عن الضابط الخفر أو رئيس الحرس فقط.
ب- على كل ضابط خفارة أن يحمل فهرسا واحد يحتوي على أسماء نقاط الحراسة والحرس.
ج- بعد أن يتعرّف ضابط  الخفارة على الوظائف الخاصة بنقطة الحراسة، عليه أن يعلّم الحرس المسائل الضرورية، وتوجيههم وأن يتأكّد من دركهم للأوامر جيداً وأنّهم تعرّفوا على واجباتهم.
د- إذا لاحظ ضابط  الخفارة حصول أيّة مخالفة أو حادثة في الدائرة التابعة لنقطة الحراسة، عليه إبلاغ رئيس الحرس بذلك فوراً.
هـ- على كل ضابط خفارة بمجرّد الإتيان به بمعية الحرس أن يحضر في نقطة الحراسة الخاصة به فوراً.
و- على كل ضابط خفارة أن يكون يقظاً في محل الحراسة أثناء تأدية حرّاسه لواجباتهم، وذلك للقيام بالمراقبة اللازمة.
ز- على كل ضابط خفارة أن يكون حاضراً ومستعداً للحفاظ على حرّاسه.
ح- على كل ضابط  خفارة تهيئة الخفارة اللاحقة ليمكّن حرّاسه من الحضور في موقع الحراسة في الساعة المطلوبة.
ط- يقوم ضابط الخفارة بمراقبة عملية تحشية الأسلحة وتخليتها من قبل الحراس.
ي- الأشخاص المشبوهين الذين يتمّ توقيفهم من قبل أفراد الحراسة على ضابط الخفر تفتيشهم وفي حال الاشتباه بهم، تسليمهم إلى رئيس الحرس.

## ضابط في الإدارة
- ضابط إداري
- ضابط جودة

## مهام ضباط وصف ضباط
- ضابط خفارة. بارمانوس permanence
- قائد فصيلة. شاف سيكسيون
- قائد فصيلة الطوارئ.شاف بيكي chaf pike
- قائد مركز الحراسة Chef de post
- قائد سرية بالنيابة. شاف كومباني
- قائد متن.شاف دوبور